# Schmitzberg (Bergisch Gladbach)
Schmitzberg ist ein ehemaliger Ortsteil auf dem Gebiet des heutigen Stadtteils Stadtmitte der Stadt Bergisch Gladbach  im Rheinisch-Bergischen Kreis.

## Lage und Beschreibung
Schmitzberg, 1666 aufm Berg, 1731 Schmitt aufm Berg genannt, war eine Schmiede. Nach dem Abbruch wurde dort die Arzneimittelfabrik Opfermann erbaut. Heute steht dort die Kreispolizeibehörde.

## Geschichte
Aus Carl Friedrich von Wiebekings Charte des Herzogthums Berg 1789 geht hervor, dass Schmitzberg zu dieser Zeit Teil der Honschaft Gronau im Kirchspiel Gladbach im Amt Porz war.
Unter der französischen Verwaltung zwischen 1806 und 1813 wurde das Amt Porz aufgelöst und Schmitzberg wurde politisch der Mairie Gladbach im Kanton Bensberg zugeordnet. 1816 wandelten die Preußen die Mairie zur Bürgermeisterei Gladbach im Kreis Mülheim am Rhein. Mit der Rheinischen Städteordnung wurde Gladbach 1856 Stadt, die dann 1863 den Zusatz Bergisch bekam.
Der Ort ist auf der Topographischen Aufnahme der Rheinlande von 1824 neben einem Kalkofen ohne Namen und auf der Preußischen Uraufnahme von 1840 als Schmitzberg verzeichnet. Ab der Preußischen Neuaufnahme von 1892 ist er auf Messtischblättern nicht mehr namentlich verzeichnet. 
Die Schmiede wurde um 1934 abgebrochen.
| Jahr | Einwohner | Wohn- gebäude | Kategorie    | Bemerkung        |
| ---- | --------- | ------------- | ------------ | ---------------- |
| 1822 | 6         |               | Hofstelle    | Schmitsberg gen. |
| 1830 | 9         |               | Hofstelle    | Schmitsberg gen. |
| 1845 | 10        | 1             | Ackergütchen | Schmitsberg gen. |
| 1871 | 6         | 1             | Einzelhaus   |                  |
| 1885 | 10        | 2             | Wohnplatz    |                  |